# 辛若那
辛若那（Rachna Singh，1972年—），加拿大政治人物，2017年至2024年間以卑詩新民主黨黨員身份擔任卑詩省議會素里青木選區議員，期間曾任卑詩省教育及兒童保育廳長。

## 生平
辛若那於印度德里出生，在昌迪加爾長大，從旁遮普大學取得心理學碩士學位。她於2001年移民加拿大，定居於卑詩省素里。她在當地任職輔導員，並活躍於所屬工會的地區分會事務，後出任加拿大公共僱員工會的全國代表。
卑詩省議會素里青木選區議員韓慕儀宣布不會於2017年省選尋求連任後，辛若那宣布尋求該選區的卑詩新民主黨候選人提名，在無競爭對手下自動獲取該黨候選人資格。2017年省選當晚，她擊敗曾任該區省議員的卑詩自由黨候選人駱品達，首度晉身省議會。
她於2020年省選連任省議員，同年11月獲省長賀謹任命為反種族歧視項目議會秘書。尹大衛接替賀謹出任省長後，於2022年12月7日委派辛若那出任教育及兒童保育廳長。
素里青木選區於2024年省選前解散，辛若那在新設的素里北選區競逐連任，但敗予卑詩保守黨候選人達利瓦爾（Mandeep Dhaliwal）。

## 外部連結
- （英文）卑詩省議會網站 辛若那議員簡介 （页面存档备份，存于）